# Yan Bingtao
Dans ce nom chinois, le nom de famille, Yan, précède le nom personnel Bingtao.
Yan Bingtao (chinois : 颜丙涛 ; pinyin : yán bǐngtāo), né le 16 février 2000 à Zibo, dans la province du Shandong, est un joueur de snooker chinois, professionnel depuis 2016
Yan est le champion du monde amateur 2014. Il compte un seul titre classé pour deux finales perdues. En janvier 2021, il obtient son premier titre majeur à l'occasion des Masters de snooker, à sa première participation. Aux jeux asiatiques en salle, en 2017, il obtient deux médailles (or et bronze). 
Yan Bingtao est considéré comme un grand espoir du snooker mondial. Quand il est arrivé sur le circuit en 2016, il était le premier professionnel né dans les années 2000.
Néanmoins, sa carrière prend un tournant lorsque la WPBSA annonce qu'il est impliqué dans une affaire de matchs truqués. Le 6 juin 2023, il est suspendu du circuit pour une durée de sept ans et six mois, sanction réduite à cinq ans pour son aveu de culpabilité. Il pourra revenir sur la tournée le 11 décembre 2027.

## Biographie
Yan Bingtao est né le 16 février 2000 à Zibo, dans la province de Shandong, en Chine. En décembre 2011, à l'âge de 11 ans, il dispute la finale du championnat local. L'année suivante, il termine champion de la province de Shandong, à Qingdao. 
Il habite désormais à Sheffield en Angleterre. 

## Carrière

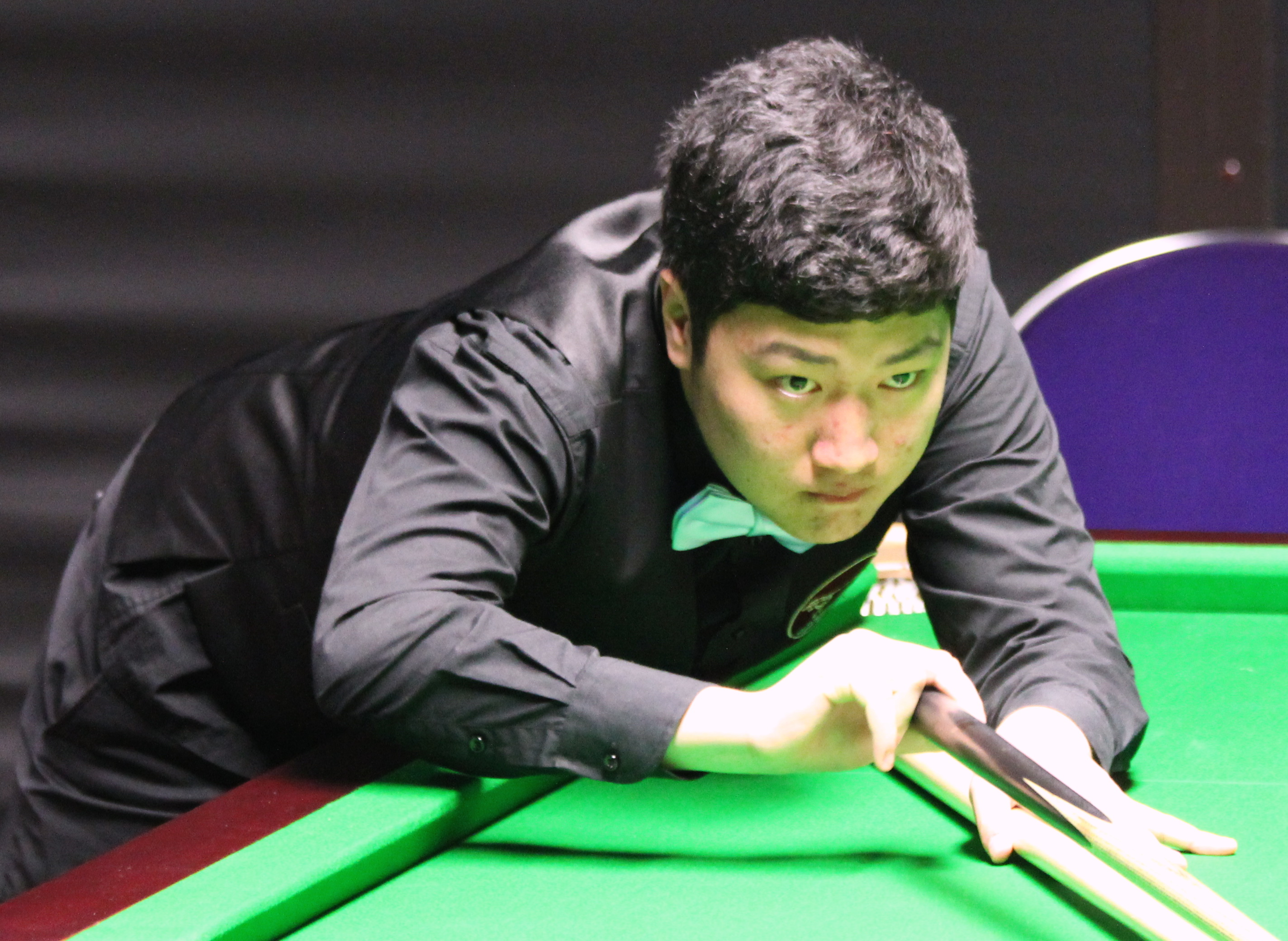
Yan Bingtao lors du classique Paul Hunter 2016.

### Débuts sur le circuit professionnel (2014-2016)
Ses premiers tournois sur le circuit professionnel sont des épreuves du circuit asiatique en 2013. L'année suivante, Yan obtient une invitation pour participer à l'Open de Chine, mais s'incline dès son premier match. 
Pendant la saison 2014-2015, il bat Stuart Bingham lors d'une épreuve à Zhangjiagang et se qualifie aussi pour son premier tournoi classé, le classique de Wuxi, dans lequel il tient tête à Barry Hawkins, avant de s'incliner en manche décisive. En novembre 2014, il est sacré champion du monde amateur à Bangalore en Inde. 
Au début de la saison suivante, il représente l'équipe de Chine à la Coupe du monde de snooker par équipes. Il y figure avec son compatriote Zhou Yuelong. Les deux jeunes chinois étonnent en se qualifiant pour la finale, où ils retrouvent la paire écossaise Maguire/Higgins. Yan et Zhou continuent de surprendre en remportant la finale alors qu'ils étaient loin d'être favoris face à des adversaires bien plus expérimentés qui les décrivent d'ailleurs comme des futurs champions du monde. Cela vaut à Yan une qualification pour le tournoi champion des champions en novembre 2015. Là encore, il se fait remarquer en sortant au premier tour l'ancien champion du monde Shaun Murphy.
Yan devient professionnel pour la saison 2016-2017, il est alors le plus jeune joueur du circuit. 

### Révélation et première finale (2017-2018)
Aux Masters d'Allemagne 2017, il réalise son premier quart de finale en tournoi comptant pour le classement, mais s'incline devant Stuart Bingham (5-2). Lors de l'Open du pays de Galles, il élimine le no 1 mondial Mark Selby. Quelques semaines après, il est l'un des plus jeunes joueurs à concourir dans le tableau final des championnats du monde, après être passé par les qualifications. Au premier tour, il est opposé à Shaun Murphy, vainqueur en 2005, mais ne démérite pas pour autant, s'inclinant seulement de deux manches. Yan réalise aussi un centurie dans la première manche. Avant lui, seul un joueur avait réussi un centurie dans sa première manche disputée au Crucible Theatre, il s'agissait de l'Irlandais Fergal O'Brien. Les performances de Yan tout au long de la saison sont récompensées par la WPBSA qui lui décerne le prix du « nouveau venu de l'année ». 
Yan Bingtao dispute sa première demi-finale d'un tournoi classé pendant le championnat international en novembre 2017, après avoir éliminé au premier tour Ronnie O'Sullivan. Néanmoins, il cède contre Mark Allen. Yan va jusqu'en finale du tournoi suivant, l'Open d'Irlande du Nord. À 17 ans, il est le plus jeune finaliste d'un tournoi classé. Il retrouve le triple champion du monde Mark Williams, de 24 ans son ainé. À 8-7, Yan manque sa chance et laisse Williams recoller au score. Dans la manche décisive, il laisse de nouveau passer sa chance, ce qui permet au Gallois de l'emporter. Par la suite, aux jeux asiatiques en salle d'Ashgabat (Turkménistan), il décroche une médaille d'or, dans l'épreuve à six billes en individuel, et une médaille de bronze, dans l'épreuve en équipes. Le Chinois termine la saison à la 23e place mondiale, ayant progressé de plus de 30 places.  

### Première victoire en tournoi (2019-2020)
Au début de la saison 2019-2020, Yan Bingtao gagne les Masters de Riga, son premier tournoi classé, dominant en finale l'Anglais Mark Joyce qui disputait là sa première finale. Yan est le troisième joueur chinois à décrocher un tournoi de cette importance, après Ding Junhui et Liang Wenbo. Plus tard dans la saison, il atteint la demi-finale au championnat du Royaume-Uni et dispute la finale du championnat des joueurs, qu'il perd face à l'homme fort du moment, Judd Trump. Enfin, au championnat du monde, il franchit le premier tour pour la première fois de sa carrière en deux participations, battant le qualifié Eliott Slessor. Son parcours prend fin au tour suivant, encore face à Judd Trump. Bingtao intègre ainsi le top 16 mondial pour la première fois. 

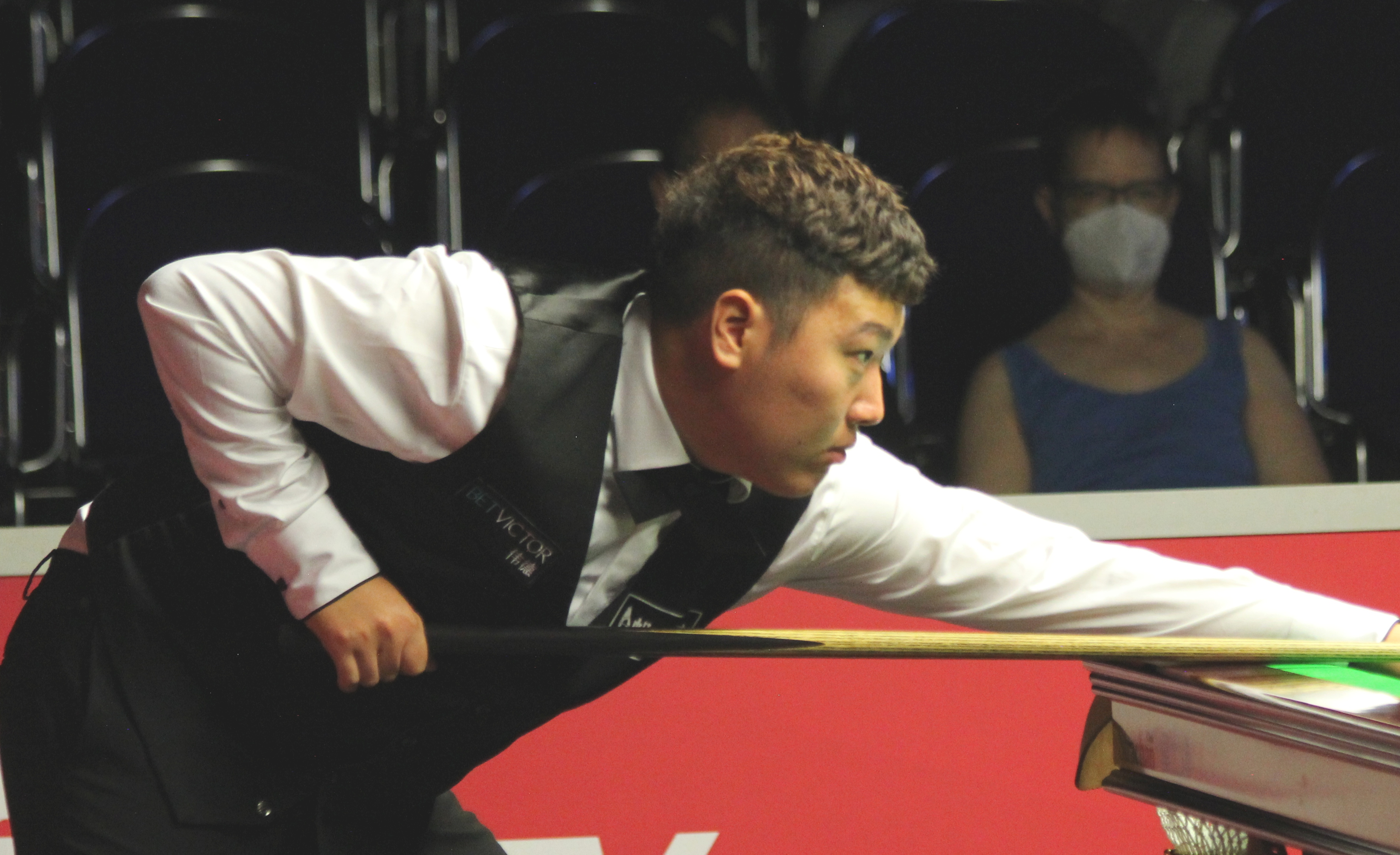
Yan Bingtao en tournoi en 2022.

### Champion du Masters (depuis 2021)
En janvier 2021, pour sa première participation aux Masters à l'âge de 21 ans, il arrive en finale en écartant Neil Robertson, Stephen Maguire et Stuart Bingham, tous trois en manche décisive. Il affronte le double vainqueur de l'épreuve John Higgins qui n'a plus soulevé le trophée depuis 2006. Une fois encore, Yan s'en sort au bout d'un match très disputé (10-8). Il soulève ainsi son premier trophée dans un tournoi majeur de la triple couronne. En avril, au championnat du monde, il fait partie des joueurs attendus. Toutefois, il perd au second tour face au futur finaliste Shaun Murphy, en étant passé à côté de son sujet (13-7). Il intègre par ailleurs le top 10 pour la première fois.
La saison qui suit, Yan atteint la finale du Masters d'Allemagne, écartant notamment Mark Selby et Mark Allen au cours du tournoi. Il est cependant étrillé par son ami et compatriote Zhao Xintong sur le score de 9 manches à 0. Auteur d'une saison pleine, il termine par une bonne performance au championnat du monde, lorsqu'il élimine le champion en titre, en la personne de Mark Selby, pour se qualifier pour les quarts de finale où Mark Williams a raison de lui.
Impliqué dans une affaire de matchs truqués, Yan Bingtao est suspendu de toute compétition en décembre 2022.

## Suspension pour match(s) truqué(s)
Le lundi 12 décembre 2022, alors qu'il s'apprête à préparer son match du jour à l'Open d'Angleterre contre Ashley Hugill, Yan est interpellé par les dirigeants de la World Snooker Tour qui souhaitent lui poser des questions. À l'issue de l'interrogatoire, le Chinois est suspendu du circuit avec effet immédiat, ce qui signifie qu'il ne peut pas disputer son match contre Hugill. Yan est en effet accusé de manipulation(s) de résultat(s) de match(s) à des fins de paris. Il n'a plus le droit de s'aligner sur les tournois du circuit jusqu'à la conclusion de l'enquête. Le 6 juin 2023, il est suspendu pour une durée de cinq ans et demi, soit jusqu'en décembre 2027. La sanction initiale prévoyait de le suspendre pour une durée de sept ans et demi, mais a été allégée car le Chinois a reconnu sa culpabilité. Il doit aussi payer une amende de 7 500 £.

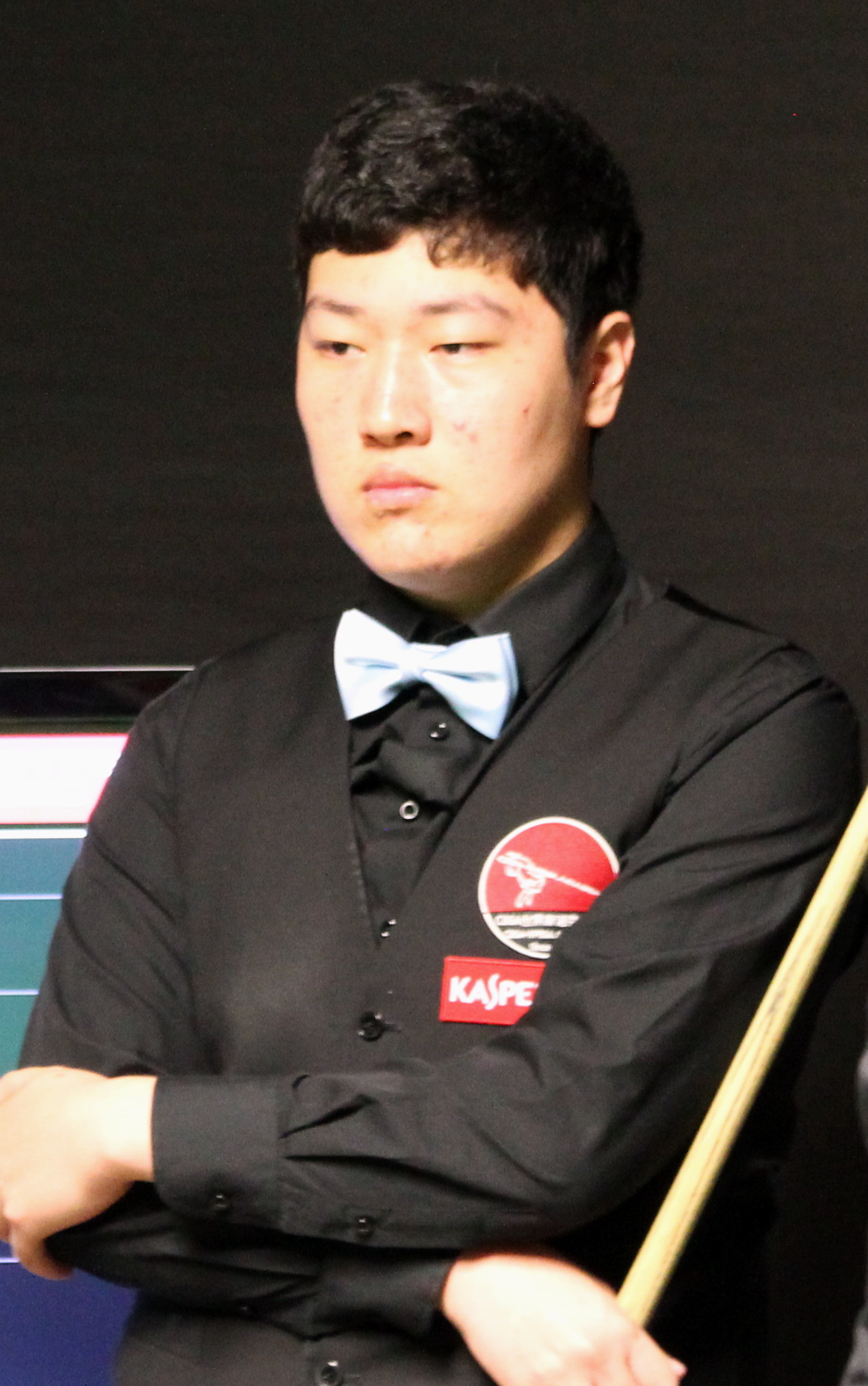
Yan Bingtao (2016)

## Palmarès
| Légende | Catégorie                      | Titres                         | Finales                        |
|         | Tournois classés               | 1                              | 3                              |
|         | Tournois non classés           | 1                              | 0                              |
|         | Tournois alternatifs           | 1                              | 0                              |
|         | Tournois pro-am                | 0                              | 1                              |
|         | Tournois en équipes            | 1                              | 1                              |
|         | Tournois amateurs              | 1                              | 1                              |
| Gras    | Tournois de la triple couronne | Tournois de la triple couronne | Tournois de la triple couronne |

### Titres
| Saison    | Nom du tournoi                          | Lieu          | Finaliste       | Score | Tableau |
| 2014      | Championnat du monde amateur            | Bangalore     | Muhammad Sajjad | 8-7   |         |
| 2015-2016 | Coupe du monde                          | Wuxi          | Écosse          | 4-1   |         |
| 2017-2018 | Jeux asiatiques en salle (à six billes) | Achgabat      | Soheil Vahedi   | 5-1   |         |
| 2019-2020 | Masters de Riga                         | Riga          | Mark Joyce      | 5–2   | Tableau |
| 2020-2021 | Masters                                 | Milton Keynes | John Higgins    | 10-8  | Tableau |

### Finales perdues
| Saison    | Nom du tournoi                                   | Lieu            | Finaliste       | Score | Tableau |
| 2015      | Championnat du monde amateur à six billes rouges | Charm el-Cheikh | Pankaj Advani   | 2-6   |         |
| 2017-2018 | Challenge Chine - Grande-Bretagne                | Shenzhen        | Grande-Bretagne | 9-26  | Tableau |
| 2017-2018 | Open d'Irlande du Nord                           | Belfast         | Mark Williams   | 8-9   | Tableau |
| 2017-2018 | Open international de Zibo                       | Zibo            | Zhou Yuelong    | 2-5   |         |
| 2019-2020 | Championnat des joueurs                          | Southport       | Judd Trump      | 4-10  | Tableau |
| 2021-2022 | Masters d'Allemagne                              | Berlin          | Zhao Xintong    | 0-9   | Tableau |